# 白石葭江
白石 葭江（しらいし よしえ、1873年（明治6年）12月20日 - 1904年（明治37年）5月3日）は、日本の海軍軍人。
日露戦争に「浅間」分隊長として出征し、第三回旅順港閉塞作戦で「佐倉丸」指揮官を務めた海軍少佐である。従六位勲四等功四級。

## 生涯
東京出身で神官の養子となる。海軍兵学校21期を32名中7番で卒業した。1895年（明治33年）少尉任官。砲術練習所を経て、「高雄」、「天城」乗組み、「鳥海」分隊長を歴任。1899年（明治32年）大尉進級。
1900年（明治33年）北清事変が生起し、「笠置」乗組みであった白石は陸戦隊第一中隊長（第二中隊長は野崎小十郎）として服部武雄中佐指揮のもと英国、独国、露国の陸戦隊と協同して太沽砲台攻略戦に参戦。白石は服部の戦死を受けて指揮権を承継し、砲台占領一番乗りを果たした。この際、先にユニオンジャックを掲げようとする英国士官を腰車で投げ飛ばしている。乱後、佐世保海兵団分隊長となるが、部下を殴りその部下は死亡した。白石は軍法会議で重禁固2年の判決を受けるが、特典をもって入獄することはなく待命となった。

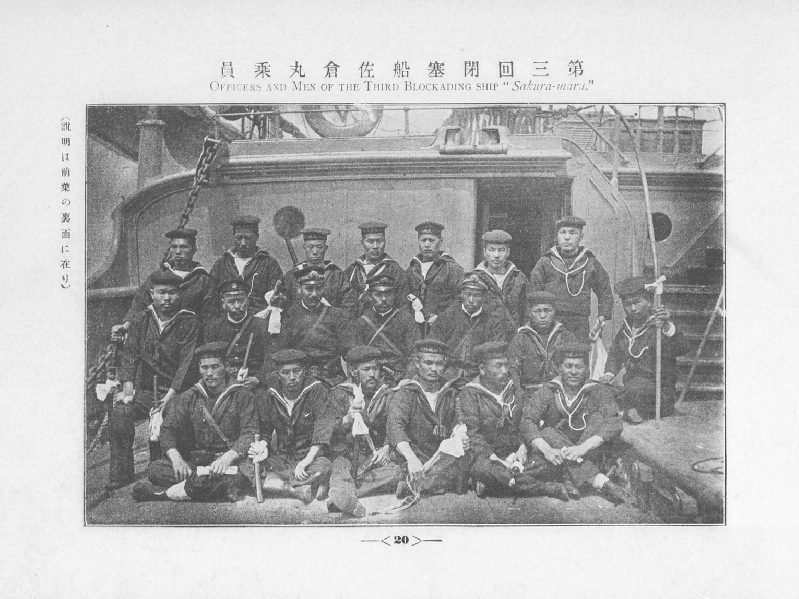
佐倉丸乗員

半年ほど後に海大選科学生として復帰。「浅間」分隊長として日露戦争に出征し、仁川沖海戦では「ヴァリヤーグ」への砲撃を指揮している。この攻撃は日露戦争における日本海軍部隊の最初の砲撃であった。2回行われた旅順港閉塞作戦を受けて白石は遠矢勇之助大尉とともに閉塞作戦に12隻を用いる作戦を立案。作戦計画に変更はあったが閉塞に12隻を使用することは認められ、白石は自ら「佐倉丸」指揮官として参加した。
「佐倉丸」は第三小隊に配され、中央部右側に沈没予定であった。1904年（明治37年）5月2日、閉塞隊は閉塞に向うが悪天候に妨げられ分裂状態となる。総指揮官林三子雄中佐の中止命令は麾下に届かず、「佐倉丸」は閉塞に向い自沈した。その後「佐倉丸」乗員は旅順に上陸して露軍と交戦したが、白石ら重傷者は捕虜となり、白石は旅順開城前に戦病死している。
戦後の1905年(明治38年)11月、白石ほか「朝顔丸」指揮官向菊太郎少佐、「相模丸」指揮官湯浅竹次郎少佐ら36名が露軍によって白玉山西麓に埋葬されていたことが判明した。

## 栄典
位階
- 1896年（明治29年）2月10日 - 正八位[8]
- 1898年（明治31年）3月8日 - 従七位[9]
- 1899年（明治32年）10月31日 - 正七位[10]
- 1904年（明治37年）5月3日 - 従六位[11]

勲章等
- 1895年（明治28年）11月18日 - 勲六等瑞宝章[12]
- 1901年（明治34年）7月19日 - 勲五等双光旭日章・功五級金鵄勲章[13]
- 1902年（明治35年）5月10日 - 明治三十三年従軍記章[14]
- 1904年（明治37年）5月3日 - 勲四等旭日小綬章・功四級金鵄勲章[15]
- 1906年（明治39年）4月1日 - 明治三十七八年従軍記章[16]

外国勲章佩用允許
- 1902年（明治35年）10月28日 - ロシア帝国：神聖アンナ剣付第三等勲章[17]